# Ilmtal
Ilmtal era un comune di 3.939 abitanti della Turingia, in Germania.

## Storia
Il comune di Ilmtal venne aggregato nel 2018 alla città di Stadtilm.